# Dysdaemonia
Dysdaemonia é um gênero de mariposas, ou traças, neotropicais pertencentes à família Saturniidae e subfamília Arsenurinae, contendo espécies de hábitos noturnos e similares às folhas secas em sua camuflagem, mas também contendo uma espécie de cor verde (Dysdaemonia fosteri). São encontradas em floresta tropical e subtropical úmida, nas Américas; distribuídas do México e América Central ao Brasil e Argentina. Foi classificado por Jacob Hübner, em 1819, na página 151 da obra Verzeichniss bekannter Schmettlinge; sua espécie-tipo sendo Dysdaemonia boreas, nomeada Phalaena boreas, em 1775, por Pieter Cramer, na obra Uitlandsche Kapellen, volume 1. As lagartas desta espécie se alimentando de plantas dos gêneros Albizia (família Fabaceae), Bombax, Brachychiton, Ceiba e Chorisia (família Malvaceae). Suas asas anteriores possuem geralmente duas áreas transparentes, simulando cicatrizes de furos na vegetação; também costumando esconder seu abdômen sob uma de suas asas, em repouso. Como uma regra mais ou menos geral nessa família o tamanho do corpo desses insetos é relativamente pequeno em relação ao tamanho de suas asas.

## Espécies
De acordo com o Global Biodiversity Information Facility/BOLD Systems; com asterisco (*) estão as espécies registradas para o Brasil (fonteː SiBBr - Sistema de Informação sobre a Biodiversidade Brasileira; entre parênteses os cientistas que tiveram os nomes originais de seus gêneros modificados para Dysdaemonia).
- Dysdaemonia australoboreas Brechlin & Meister, 2009
- Dysdaemonia boreas (Cramer, 1775)*
- Dysdaemonia brasiliensis Rothschild, 1906*
- Dysdaemonia concisa Becker, 2001*
- Dysdaemonia fosteri Rothschild, 1906
- Dysdaemonia mexoccidentalis
- Dysdaemonia panamana
- Dysdaemonia undulensis Brechlin & Meister, 2009
- Dysdaemonia vanschaycki
- Dysdaemonia yucatana